# The Oxford Dictionary of Late Antiquity

Kindle phiên bản đầu tiên

The Oxford Dictionary of Late Antiquity (ODLA), dịch nghĩa là "Từ điển Oxford về Thời kỳ cuối của Thời cổ đại" là tác phẩm tham khảo toàn diện, đa ngành đầu tiên, bao gồm văn hóa, lịch sử, tôn giáo và cuộc sống vào cuối thời kỳ cổ đại. Đây là giai đoạn ở châu Âu, Địa Trung Hải và Miền Cận Đông từ khoảng 250 đến 750 sau Công Nguyên. Được viết bởi hơn 400 tác giả đóng góp và biên tập bởi Oliver Nicholson, tác phẩm Oxford Dictionary of Late Antiquity đã được xuất bản vào năm 2018. Nó kết nối giai đoạn lịch sử giữa những giai đoạn được đề cập trong cuốn Oxford Classical Dictionary (Từ điển Oxford Cổ điển) và cuốn The Oxford Dictionary of the Middle Ages (Từ điển Oxford thời Trung Cổ). Phiên bản in ấn gồm có hai tập, Tập I: A–I; Tập II: J–Z.

## Các nguồn tư liệu
- Nicholson, Oliver, biên tập (2018). The Oxford Dictionary of Late Antiquity. Oxford University Press. doi:10.1093/acref/9780198662778.001.0001. ISBN 9780191744457.